# فيروسات ذهبية
فيروسات ذهبية (بالإنجليزية: Chrysoviridae)‏ هي مجموعة من الفيروسات من عائلة الفيروسات الذهبية وتصنف ضمن المجموعة الثالة من تصنيف بلتيمور وذلك لأنها من الفيروسات 'ثنائية سلسلة الرنا' وتصيب الفطريات ، بالخصوص جنس المكنسية (بينيسليوم). اٍسمها مشتق من الكلمة اليونانية (chrysos) 'كريزوس'و التي تعني 'أصفر مخضر' .
الفيروس غير مغلف و عشروني الوجوه بقطر يتراوح بين 35 و 40 نم . و جينومه مكون من ثلاث أزواج من الرنا.